# Patrice Franchet d'Espèrey
Pour les articles homonymes, voir Franchet d'Espèrey.
Patrice Franchet d'Espèrey (né en 1947) est un écrivain et écuyer français du Cadre noir de Saumur, spécialiste de l'équitation de tradition française d'expression baucheriste. Il est aussi docteur en sciences de l'éducation, et a consacré sa thèse à l'héritage équestre français.

## Biographie
Issu de la famille illustrée par le maréchal Louis Franchet d'Espèrey, Patrice Franchet d'Espèrey est un ancien élève et un disciple de René Bacharach, avec lequel il a étudié l’équitation baucheriste et les traités associés plus de vingt ans durant. Dans cette optique, il travaille à la recherche d'une « nouvelle équitation à la française », l'enseigne depuis 1972 et entre au Cadre noir de Saumur. Il est conseiller technique fédéral de voltige équestre entre 1987 et 1989, après avoir été chef de l'équipe de France au premier championnat du monde de la discipline à Bulle, en 1986. De 1989 à 2013, il dirige le Centre de documentation de l’École nationale d'équitation (ENE) et supervise la publication de ses actes de colloques.
Il passe un doctorat en sciences de l'éducation. Sa thèse, consacrée à l'héritage équestre français, est publiée par Odile Jacob en 2007 sous le titre La Main du maître, réflexion sur l’héritage équestre. Il est également conseiller technique de la revue en ligne Cheval Savoir, dirigée par Lætitia Bataille et président du jury de l'Académie Pégase.

## Décorations
Chevalier de l'ordre des Arts et des Lettres

## Œuvres
- Le Cadre Noir insolite, Bouvet-Ladubay, 1991.
- Le Cadre Noir de Saumur, Éditions crépin-Leblond, 1992,  (ISBN 2-7030-0087-1).
- Leçon de la longe, Maloine, 1994,  (ISBN 2-224-02159-3).
- Cheval Cavalier, Éditions Cheminements, 1996, (ISBN 2-909757-06-04) édité erroné.
- Le Cadre noir de Saumur, Éditions Arthaud, 1999,  (ISBN 2-7003-1211-2).
- L’Abécédaire du cheval, Flammarion, 1999.
- « Par delà la puissance et la gloire » dans Le cheval en Eurasie-Pratiques quotidiennes et déploiements mythologiques, Société des études euro-asiatiques, no 8, L’Harrmattan, 1999.
- « Histoire d’une posture du cheval » dans L’équitation, revue de l’École nationale équitation no 17, décembre 1999.
- « L’Équitation, un art entre la bouche du cheval et la main du cavalier » dans L’équitation d’aujourd’hui entre sport et art, ENE, 1998.
- « La Guérinière, héritier ou précurseur » dans La Guérinière, écuyer du roi et d’aujourd’hui, Éditions Belin, 2000.
- « Aperçu sur l’équitation française - A la recherche du bien-être du cheval » dans Cheval et différences, 10e rencontres Internationales, Angers-Saumur, 26-29 avril 2000.
- « Races et harnachements de la collection des portraits des chevaux du roi du musée du Mans » dans Maine découvertes no 28, mars-avril-mai 2001.
- « La relation de maître à élève chez les grands écuyers : un aperçu » dans Apprendre le cheval autrement, Éditions Belin, 2002.
- « Manœuvres et équitation au XVIIIe siècle dans L’École militaire et l’axe Breteuil-Trocadéro », Béatrice de Andia dir., Action artistique de la ville de Paris, 2002.
- « Le testament d’un écuyer », Préface dans Vallerine, le testament d’un écuyer, Éditions Caracole, 2005.
- « Haute École » dans Écuyers du Cadre Noir, Éditions Flammarion, 2005.
- « De l’École de cavalerie et de l’équitation française » dans Saumur, l’École de cavalerie, histoire architecturale d’une cité du cheval militaire, Pierre Garrigou-Grandchamp dir., Monum, Éditions du Patrimoine, 2005.
- « Une architecture dédiée à l’équitation d’instruction. Manèges, carrières et terrains d’entraînement », dans Saumur, l’École de cavalerie, histoire architecturale d’une cité du cheval militaire, Monum, Éditions du Patrimoine, 2005.
- « Paris, capitale de l’équitation « romane » », dans Le cheval à Paris, Béatrice de Andia dir., Action artistique de la ville de Paris, 2006. p. 33-38.
- « Quand l’art de l’équitation mène à la science des manœuvres : l’ère des écuyers militaires » dans Lunéville, la cité cavalière par excellence, Éditions Agence Cheval de France, 2007.
- La Main du maître, réflexion sur l’héritage équestre, Éditions Odile Jacob, 2007,  (ISBN 978-2-7381-2033-5).
- D'une main déliée, pratique d'une nouvelle équitation à la française, Editions Odile Jacob, 2023,  (ISBN 978-2-4150-0730-0)